# Podgorje, Slovenj Gradec
Podgorje este o localitate din comuna Slovenj Gradec, Slovenia, cu o populație de 947 de locuitori.